# Je l'aime à mourir
«Je l'aime à mourir» (en Español: La quiero a morir), es una canción de Francis Cabrel. Se desprende de su segundo álbum Les Chemins de traverse Lanzado en 1979 el cual vendió 600 000 copias en Francia. El sencillo "Je l'aime à mourir" se volvió un éxito de Francis Cabrel en Francia, Quebec (Canadá), Europa y también a nivel internacional.
Cantantes y grupos mundialmente conocidos como Manzanita, Camilo Sesto, Dyango, Raphael, Shakira, Conchita, Sergio Vargas, Sergio Dalma, Jarabe de Palo, Niña Pastori, El Puchero del Hortelano, Muchachito Bombo Infierno, Miguel Campello, la banda francesa Alliage, DLG, CNCO y Forraje han interpretado esta canción.

## Pistas incluidas
El sencillo original incluía "Les chemins de traverse" en su lado B
1. "Je l'aime à mourir (2:42)
2. "Les chemins de traverse" (3:00)

## Ventas
En Francia el sencillo vendió 500 000 copias, convirtiéndolo en el Top de French Singles & Airplay Chart Reviews, estando en primera posición durante 5 semanas consecutivas. En España, también tuvo una buena recepción gracias a su versión en castellano, permaneciendo dos semanas consecutivas en la cima de su lista musical. El sencillo se volvió la canción más vendida de Cabrel en toda su carrera.

## Versión de DLG
La banda DLG (Dark Latin Groove), incluyó en su segundo álbum "Swing On" de 1997 el sencillo "La quiero a morir", versión tropical de la canción que tuvo mucho éxito y obtuvo el primer puesto en la lista Tropical de Billboard por varias semanas consecutivas.

## Versión de Shakira
«Je l'aime à mourir» es una versión bilingüe en castellano y francés de la canción de Francis Cabrel interpretada por la cantautora colombiana Shakira. Ella interpretó la canción en sus conciertos en ciudades de habla francesa en la segunda etapa por Europa de su The Sun Comes Out World Tour, del 2011. Dos de estos conciertos, en París-Bercy, fueron grabados para DVD y Blu-Ray oficial de la gira. Poco después del lanzamiento del DVD/Blu-Ray de la gira, se filtró una versión estudio de la canción, que más tarde fue lanzado como el segundo sencillo oficial de En vivo desde París. Fue muy bien recibido por los críticos y por los fanes. La canción tiene más de 49 000 000 de reproducciones en el canal de YouTube de Shakira, shakiraVEVO, desde noviembre de 2011. A comienzos de diciembre, la canción promocionó una campaña de Google Plus para Shakira.

### Videoclip
El video oficial fue lanzado el 22 de diciembre de 2011 en YouTube y VEVO, el corte es parte del DVD del álbum en vivo Live from Paris, este video solo estaba disponible para Francia y Suiza, a comienzos de 2012 el video estuvo disponible para todo el mundo.

### Interpretaciones en vivo
Shakira cantó la canción por primera vez durante las fechas de la gira "The Sun Comes Out World Tour" en Francia y Suiza (del 5 al 8 de junio y del 11 al 14 de junio de 2011). Ella también interpretó la canción durante los NRJ Music Award En Francia. Este performance fue similar a lo que había hecho durante los Grammy Latino en 2011; Shakira interpretó la canción en una versión acústica. Shakira también canta la canción completamente en francés.

### Lista de canciones
| Francia – Sencillo en CD |                                           |                |               |          |  |
| N.º                      | Título                                    | Escritor(es)   | Productor(es) | Duración |  |
| 1.                       | «Je l'aime à mourir» (Versión en estudio) | Francis Cabrel | Shakira       | 3:41     |  |
| 2.                       | «Je l'aime à mourir» (Versión en vivo)    | Francis Cabrel | Shakira       | 3:50     |  |

### Desempeño en listas

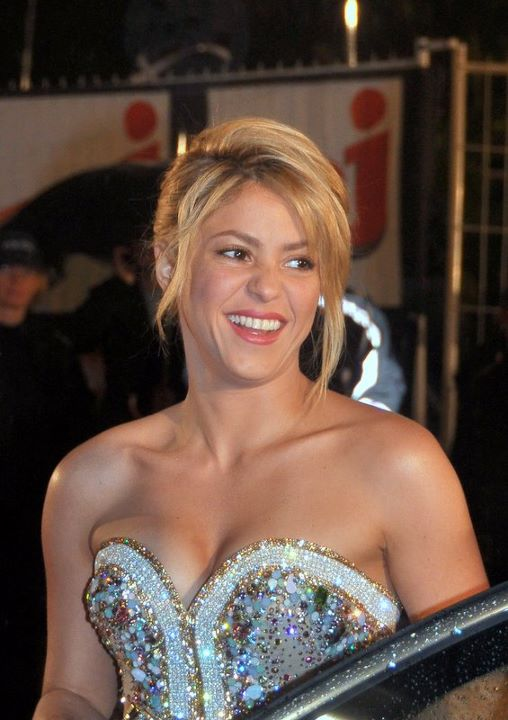
Shakira en la entrega de premios NRJ Music Awards de 2012, donde Shakira realizó una actuación similar a la que ya había dado en la gala de los Latín Grammy en 2011.

El sencillo promocional entró en el Airplay Chart Sloven donde alcanzó el puesto número cinco en su quinta semana a bordo. Más en particular que debutó en el número cincuenta y seis en el Billboard Canadian Hot 100 para la semana que finalizó el 17 de diciembre de 2011. Por lo tanto, se convirtió en uno de los debuts más altos de Shakira en la encuesta. También ha entrado en el Top 200 Airplay francesa donde recibió espacio moderado de clásico pop estaciones de radio. En Francia, la canción debutó en el número uno en la lista de sencillos, la venta de 11.958 descargas, la canción ha sido número 1 en Francia durante siete semanas superando la versión original de Francis Cabrel.

#### Listas semanales
| Lista (2011–12)                | Mejor posición |
| ------------------------------ | -------------- |
| Bélgica (Ultratop 50 flamenca) | 9              |
| Bélgica (Ultratop 40 valona)   | 1              |
| Canadá (Canadian Hot 100)      | 34             |
| Eslovaquia (IFPI)              | 16             |
| Francia (SNEP)                 | 1              |
| Rumania (Romanian Top 100)     | 58             |
| Suiza (Schweizer Hitparade)    | 18             |

#### Listas anuales
| Lista (2011)   | Posición |
| -------------- | -------- |
| Francia (SNEP) | 92       |

#### Certificaciones
| País    | Organismo certificador | Certificación | Ref.   |
| ------- | ---------------------- | ------------- | ------ |
| Bélgica | BEA                    | Oro           | [ 12 ] |
| Francia | SNEP                   | Oro           | [ 13 ] |
| Suiza   | IFPI Suiza             | Oro           | [ 14 ] |

### Historial de lanzamientos
| Región          | Fecha                   | Formato          | Sello                    |
| --------------- | ----------------------- | ---------------- | ------------------------ |
| Edición mundial | 29 de noviembre de 2011 | Descarga digital | Sony Music Entertainment |
| Francia         | 23 de enero de 2012     | Sencillo en CD   | Sony Music Entertainment |